# チハルタ
チハルタ（グルジア語: ჩხალთა、グルジア語ラテン翻字: Chkhalta、アブハズ語: Чҳалҭа）は、ジョージアのアブハジア自治共和国グルリプシ地区の村落。

## 語源
アブハズ語においてチハルタはかつて「チハラルタ」（アブハズ語: Ҽkhalarҭa）と呼ばれていた。「チハラルタ」はアブハズ語で「アチ」（アブハズ語: aҽy、「馬」の意味）と「アハラルタ」（アブハズ語: akhalarҭa、「登る場所」の意味）が合わさったものであり、「馬で登る場所」を意味する。新しい入植者によって訛りが生じたことで、現在の「チハルタ」（アブハズ語: Чҳалҭа）へと変化した。

## 地理
チハルタはコドリ渓谷上流、コドリ川とチハルタ川の合流点に位置する。チハルタ尾根の麓にあり、主コーカサス山脈を越える峠の入口である。チハルタからはマルヒ峠（標高2,748メートル）、ナハリ峠（標高2,885メートル）、クルホリ峠（標高2,781メートル）に向かうことができる。
家屋の大半は木造のバラックである。唯一のアクセス道路は陥没している部分が多く、馬か四輪駆動車が必要である。1年のうち8か月は道路が雪に覆われ、村への移動手段はヘリコプターに限られる。この地域は地震が多く、1963年7月16日にはマグニチュード6.4の地震が発生した。

## 人口
1959年の調査では、チハルタの人口は196人であり、ジョージア人が中心の民族構成であった。1989年の人口は157人、同様にジョージア人（スヴァン人）が中心であった。2002年にジョージア政府が実施した国勢調査では、チハルタの人口は140人であった。
| 年   | 人口 | 出典   |
| ---- | ---- | ------ |
| 1959 | 196  | [ 5 ]  |
| 1989 | 157  | [ 10 ] |
| 2002 | 140  | [ 9 ]  |

## 歴史
スヴァン人の指導者エムザル・クヴィツィアニの出身地として知られ、1990年代からはクヴィツィアニ率いる武装組織「モナディレ」の本拠地となっていた。住民はブドウの栽培や養豚で暮らしていた。ジョージア当局は2006年7月に武装組織を掃討し、チハルタにアブハジア亡命政府庁舎を設置してチハルタを上アブハジアの行政中心地とした。ジョージア政府は2006年9月からインフラ整備を進め、電話線の敷設や病院の改築を行い、学校、住宅、サッカー場、行政庁舎などを建設した。また国家予算にて水力発電所、映画館、インターネットカフェなどの整備も行った。
2008年8月の南オセチア紛争にてアブハジア共和国軍が侵攻し、チハルタなど上アブハジアの支配権を獲得した。その後、チハルタに居住していたジョージア人はコドリ渓谷から追放された。